# Ruud Krol
Rudolf (Ruud) Jozef Krol (ur. 24 marca 1949 w Amsterdamie) – holenderski piłkarz grający na pozycji obrońcy, trener piłkarski.
Krol zaczynał karierę w Ajaksie Amsterdam pod okiem legendarnego trenera Rinusa Michelsa. W pierwszym sezonie nie grał zbyt wiele. Dopiero po odejściu lewego obrońcy Theo van Duijvenbode w 1969 do Feyenoordu Rotterdam Krol wywalczył miejsce w podstawowej jedenastce. Kiedy AFC Ajax awansował do finału Pucharu Mistrzów w 1971 i wygrał, Krol leczył złamaną nogę. Zagrał za to w innych finałach Pucharu Mistrzów w 1972 i 1973. Kiedy z Ajaksu Amsterdam odeszli Johan Cruijff i Johan Neeskens, Krol został w klubie aż do 1980 roku. Potem trafił do ligi NASL by grać w zespole Vancouver Whitecaps. Grał tam tylko 1 sezon. Następnie trafił do SSC Napoli, gdzie grał kolejne 3 sezony. Karierę zakończył w 1986 roku będąc zawodnikiem francuskiego AS Cannes.
Krol debiutował w reprezentacji Holandii w 1969 roku przeciwko reprezentacji Anglii. Łącznie w reprezentacji zagrał 83 razy. Ostatni raz w 1983 roku. Krol był wszechstronnym obrońcą, mógł grać na każdej pozycji zarówno w obronie, jak i pomocy. Na mistrzostwach świata w 1974, na których to Holandia awansowała do finału, Krol grał na lewej obronie. W pamięci kibiców pozostanie akcja z meczu przeciwko Argentynie, kiedy Krol 25-metrowym podaniem uruchomił Johana Cruijffa, a ten zdobył bramkę. W finale Holandia przegrała 1-2 z RFN.
Na mistrzostwach świata w 1978 Krol grał już na pozycji stopera i został wówczas kapitanem reprezentacji, po zakończeniu kariery reprezentacyjnej przez Johana Cruijffa. Krol na turnieju grał bardzo dobrze, jednakże Holandia drugi raz z rzędu przegrała w finale, tym razem 1-3 z gospodarzem, Argentyną.
Krol w reprezentacji Holandii grał również jako kapitan na Euro 80, jednak Holendrzy odpadli z turnieju wyeliminowani przez RFN i Czechosłowację. Nie zdołali się także zakwalifikować do mistrzostw świata w 1982. Krol zagrał jeszcze część eliminacji do Euro 84, kończąc potem występy w reprezentacji w 1983 przegranym 0-1 meczem z Hiszpanią.
Po zakończeniu kariery Krol był selekcjonerem reprezentacji Egiptu, a także asystentem Louisa van Gaala w reprezentacji Holandii oraz Ronalda Koemana w Ajaksie Amsterdam. W latach 2006–2007 był trenerem francuskiego AC Ajaccio. Następnie został szkoleniowcem Zamaleku Kair, zaś później Orlando Pirates. Później był także trenerem tunezyjskich zespołów CS Sfaxien (2012-13, 2018-19), reprezentacji Tunezji (2013) Espérance Tunis (2014)  Club Africain (2016) i innych drużyn z różnych krajów Afryki Północnej: Al-Ahly Trypolis (2014) Raja Casablanca (2015). W 2020 prowadził jeszcze Kuwait SC.

## Kariera
| Sezon   | Klub                | Rozgrywki  | Mecze | Bramki |
| ------- | ------------------- | ---------- | ----- | ------ |
| 1968/69 | AFC Ajax            | Eredivisie | 1     | 0      |
| 1969/70 | AFC Ajax            | Eredivisie | 34    | 2      |
| 1970/71 | AFC Ajax            | Eredivisie | 24    | 2      |
| 1971/72 | AFC Ajax            | Eredivisie | 33    | 0      |
| 1972/73 | AFC Ajax            | Eredivisie | 34    | 3      |
| 1973/74 | AFC Ajax            | Eredivisie | 34    | 3      |
| 1974/75 | AFC Ajax            | Eredivisie | 24    | 1      |
| 1975/76 | AFC Ajax            | Eredivisie | 31    | 3      |
| 1976/76 | AFC Ajax            | Eredivisie | 33    | 1      |
| 1977/78 | AFC Ajax            | Eredivisie | 34    | 2      |
| 1978/79 | AFC Ajax            | Eredivisie | 24    | 2      |
| 1979/80 | AFC Ajax            | Eredivisie | 33    | 4      |
| 1980    | Vancouver Whitecaps | NASL       | 16    | 0      |
| 1980/81 | SSC Napoli          | Serie A    | 29    | 1      |
| 1981/82 | SSC Napoli          | Serie A    | 27    | 0      |
| 1982/83 | SSC Napoli          | Serie A    | 30    | 0      |
| 1983/84 | SSC Napoli          | Serie A    | 21    | 0      |
| 1984/85 | AS Cannes           | Ligue 2    | ?     | ?      |
| 1985/86 | AS Cannes           | Ligue 2    | ?     | ?      |